# Woyzeck (film, 1994)
Pour les articles homonymes, voir Woyzeck.
Woyzeck est un film hongrois réalisé par János Szász, sorti en 1994.

## Fiche technique
- Titre : Woyzeck
- Réalisateur : János Szász
- Scénario : János Szász  d'après une pièce de Georg Büchner
- Production :  Magic Média
- Image : Tibor Máthé
- Montage : Anna Kornis
- Costumes : Ágnes Jodál
- Format :
- Genre : Film dramatique
- Durée : 93 minutes
- Date de sortie : 
  - Hongrie : 24 février 1994

## Distribution
- Lajos Kovács : Woyzeck
- Diana Vacaru : Mari
- Aleksandr Porokhovshchikov : Kapitány